# Wakako Hironaka
Wakako Hironaka (広中 和歌子, Hironaka Wakako) (11 de mayo de 1934, Tokio) es una escritora y política japonesa. Ocupó cuatro mandatos en la Cámara de Consejeros, la cámara alta de la Dieta nacional, desde 1986 hasta 2010. Casada con el matemático Heisuke Hironaka.

## Biografía
Hironaka es licenciada en inglés por la Universidad Femenina de Ochanomizu y tiene un máster en antropología por la Universidad de Brandeis. Ha escrito varios libros, ensayos, traducciones y críticas sobre educación, cultura, sociedad y cuestiones relacionadas con la mujer. 
Es Miembro de la Dieta de Japón, la Cámara de Consejeros; Miembro de la Organización Global de Legisladores para un Medio Ambiente Equilibrado (GLOBE, Global Legislators Organization for a Balanced Environment); exministra de Estado y directora general de la Agencia del Medio Ambiente. Es miembro del Partido Democrático de Japón.
Entre sus libros está "¿Cuáles Valores Debemos Dejar a las Generaciones Futuras? (Una serie de dos volúmenes, entrevistas con distinguidos líderes mundiales).

## Trayectoria profesional

### En política
Hironaka fue elegida por primera vez a la Cámara de Consejeros del bloque nacional de representación proporcional en las elecciones de 1986 como miembro del partido Komeito. Fue reelegida para un segundo mandato como miembro del PR nacional en las elecciones de 1992. Entre 1993 y 1994 fue Ministra de Estado, directora general de la Agencia de Medio Ambiente en el Gabinete Hosokawa.
Tras la ruptura de Komeito en 1994, Hironaka formó parte del grupo que formó el Partido de la Nueva Frontera, que a su vez se disolvió en 1997. En las elecciones de 1998 se presentó como independiente en el distrito de Chiba, ganando uno de los dos escaños del distrito. Posteriormente se afilió al Partido Democrático de Japón y fue una de las vicepresidentas del partido en varias ocasiones. Hironaka obtuvo un segundo mandato como concejal por Chiba en las elecciones de 2004, esta vez como candidata oficial del PDJ. En las elecciones de julio de 2010, la representación de Chiba se amplió a tres escaños, pero Hironaka, de 76 años, fue sustituida como candidata del PDJ por los más jóvenes Hiroyuki Konishi y Ayumi Michi, que quedaron primero y cuarto en la votación, respectivamente[1] Hironaka concurrió a las elecciones desde el bloque nacional del PR. Apareció en el puesto 39 de la papeleta del PDJ en la contienda por 48 escaños, lo que hacía imposible que conservara un escaño. El partido recibió suficientes votos para 16 escaños en las elecciones, lo que puso fin a la carrera de Hironaka en la Dieta.
Durante su estancia en la Dieta, Hironaka también fue directora de la Comisión de Investigación sobre Asuntos Internacionales y Cuestiones de Calentamiento Global y miembro de la Comisión de Medio Ambiente y de la de Ayuda Oficial al Desarrollo y Asuntos Relacionados. Ha participado activamente a nivel internacional, como vicepresidenta de Global Environmental Action (GEA), miembro organizador de la Cumbre del Microcrédito, miembro de la Comisión Mundial de Bosques y Desarrollo Sostenible, de la Comisión de la Carta de la Tierra y de Teri (The Energy and Resourceｓ Institute).

### Afiliación a un partido y posición en el mismo
- Oficial, Partido Democrático de Japón
- Miembro de las comisiones de la Cámara de Representantes Presidente de la Comisión de Investigación sobre Economía, Industria y Empleo
- Miembro de la Comisión de Educación, Cultura y Ciencia
- Miembro de organizaciones internacionales Vicepresidente de Global Environmental Action (GEA)
- Vicepresidente de GLOBE Japón (Organización Mundial de Legisladores para un Medio Ambiente Equilibrado)
- Copresidente, Consejo de Parlamentarios, Cumbre del Microcrédito
- Miembro, WCFSD (Comisión Mundial de Bosques y Desarrollo Sostenible)
- Miembro de la Comisión de la Carta de la Tierra
- Miembro del Consejo Internacional de la Carta de la Tierra
- Presidente del Comité para la Promoción de la Carta de la Tierra en Japón y en la región de Asia-Pacífico
- Miembro del Consejo Científico Internacional (ISAB) de la UNESCO
- Presidente del Comité Nacional de Japón de PGA (Parlamentarios para la Acción Global)
- Miembro del Consejo de Administración del TERI (Instituto de Investigación Energética), Nueva Delhi, India
- Miembro del Jurado del Premio Sasakawa del PNUMA

### Funciones anteriores
- Septiembre de 2005 - septiembre de 2006: Vicepresidente del Partido Democrático de Japón
- Junio de 1996 - enero de 1997: Presidenta de la Comisión Especial de Ciencia y Tecnología de la Cámara de Representantes
- Agosto de 1995 - junio de 1996: Ministra del Gabinete en la sombra de Política Medioambiental, Partido de la Nueva Frontera Agosto de 1995 - abril de 1994: Ministra de Estado, directora general de la Oficina del Presidente de la República.
- 1993 - Abr. 1994: Ministra de Estado, directora general de la Agencia de Medio Ambiente
- Abril de 1993 - agosto de 1993: Presidente de GLOBE Japón (Organización Mundial de Legisladores para un Medio Ambiente Equilibrado)